# Más allá de la justicia
Más allá de la justicia (título original: Beyond Justice) es una película de acción italiana de 1991 dirigida por Duccio Tessari y protagonizada por Rutger Hauer, Carol Alt y Omar Sharif.

## Argumento
Una joven y hermosa mujer contrata a un mercenario para que rescate a su hijo, que se encuentra secuestrado por su propio padre, el cual es un poderoso árabe. Al hacerlo un juego mortal de intriga internacional, corruptela y traición comienza.

## Reparto
| Actor         | Personaje         |
| ------------- | ----------------- |
| Rutger Hauer  | Tom Burton        |
| Carol Alt     | Christine Sanders |
| Omar Sharif   | Emir Beni-Zair    |
| Elliott Gould | Red Murchison     |
| Kabir Bedi    | Moulay Beni-Zair  |
| Stewart Bick  | Daniel            |
| David Flosi   | Robert Sanders    |

## Producción
La película fue rodada en Marruecos y fue un acortamiento de una miniserie italiana de 300 minutos que fue estrenada llamada Il principe del deserto. Para hacerla el director italiano Duccio Tessari se orienta en los referentes de las películas de suspenso norteamericanos para dirigirla.

## Recepción
Hoy en día la producción cinematográfica ha sido valorada en portales cinematográficos. En IMDb, con aproximadamente 641 votos registrados, la película obtiene una media ponderada de 4,5 sobre 10. En cuanto a Rotten Tomatoes, los más de 1000 votos registrados en el portal dieron a este filme una valoración media de 2,5 de 5.